# Союз театральных деятелей Российской Федерации
Союз театральных деятелей Российской Федерации (Всероссийское театральное общество), СТД РФ (ВТО) — общероссийская общественная организация, объединяющая представителей театральных профессий. Основная цель — развитие театрального искусства в России, оказание помощи и поддержки деятелям российской сцены. Президиум СТД находится в Москве на Страстном бульваре.

## История

### Общество взаимного вспоможения русских артистов
9 января 1877 года было основано Общество взаимного вспоможения русских артистов для «доставления русским артистам большего удобства для распространения их произведений в публике и усовершенствования их дарований». Членами Общества могли быть артисты и режиссёры, поэты и композиторы, писатели и критики, живописцы, скульпторы и архитекторы. Среди учредителей Общества были И. С. Тургенев, А. Н. Плещеев, Д. В. Григорович, А. А. Потехин, А. А. Краевский, В. В. Верещагин. Первым председателем Общества стал актёр, режиссёр и драматург А. Ф. Федотов.

### Общество для пособия нуждающимся сценическим деятелям
В 1883 году Общество взаимного вспоможения русских артистов было преобразовано в Общество для пособия нуждающимся сценическим деятелям, которое возглавил известный издатель А. А. Краевский.

### Русское театральное общество
В 1894 году Общество было реорганизовано в Русское театральное общество (РТО), ставившее своей задачей содействие развитию театрального дела в России. Его председателем стал драматург А. А. Потехин. В числе основателей и руководителей РТО — актёры М. Г. Савина, В. Н. Давыдов, Н. Ф. Сазонов, Е. Н. Жулева, Д. М. Леонова, писатель Д. В. Григорович, издатель А. А. Краевский, издатель и писатель В. С. Кривенко.
В 1897 году РТО открыло театрально-статистическое бюро, а также биржу театрального труда. Ни один артист не мог получить контракт без санкции Общества. В 1897 году прошел I Всероссийский Съезд сценических деятелей, где обсуждались проблемы театрального дела в России.
С 1904 по 1919 год Русское театральное общество именовалось Императорским Русским театральным обществом (ИРТО).
С 1900 года председателем Общества был А. Е. Молчанов, чиновник особых поручений в дирекции Императорских театров. Его жена, актриса Императорского Александринского театра М. Г. Савина была инициатором образования Общества пособия сценическим деятелям, в 1913—1915 годах являлась председателем ИРТО, участвовала в подготовке Съезда деятелей народного театра, который прошёл в 1915 году. К этому времени у Общества уже были все права и возможности всесторонней защиты своих членов.
После Октябрьской революции, в 1918 году, был создан Театральный отдел (ТЕО) Наркомпроса, во главе которого встал А. В. Луначарский, вследствие чего значительная часть прав Общества отошла государству, а с течением времени у РТО были окончательно отняты права и функции профессионального союза.

### Всероссийское театральное общество
В 1932 году Общество было переименовано во Всероссийское театральное общество (ВТО) и получило статус творческого объединения. В республиках возникли самостоятельные театральные общества.
В 1917—1964 годах ВТО возглавляла А. А. Яблочкина, с 1964 — М. И. Царёв.
В сфере внимания ВТО — все жанры театрального искусства. С 1922 года общество стало издавать книги по театру.
В системе ВТО — Дом актёра в Москве, созданный в 1937 году, с 1956 года называется Центральный Дом актёра имени А. А. Яблочкиной (имя А. А. Яблочкиной носит с 1964 года). Дома актёра существуют также в Санкт-Петербурге, Самаре, Казани, Новосибирске, Хабаровске, Ростове-на-Дону, Петрозаводске, Уфе. Обществу принадлежит Центральная научная библиотека в Москве (директор Сидоренко Людмила Юрьевна), а также Дома творчества и дома отдыха, Дома ветеранов сцены в Москве и Санкт-Петербурге, санатории и пансионаты.

### Союз театральных деятелей
В 1986 году на XV съезде ВТО было принято решение о переформировании Общества в Союз театральных деятелей РСФСР, председателем СТД был избран народный артист СССР М. А. Ульянов.
В 1992 году переименован в Союз театральных деятелей Российской Федерации.
В 1996 году Председателем СТД был избран А. А. Калягин, переизбранный на очередном съезде в 2001 году. Тогда же было утверждено нынешнее название организации — «Союз театральных деятелей Российской Федерации (Всероссийское театральное общество)».
4 декабря 2023 года Председателем СТД был избран Владимир Машков.

## СТД РФ (ВТО) сегодня
Союз является правопреемником Общества взаимного вспоможения русских артистов (1877—1883), Общества для пособия нуждающимся сценическим деятелям (1883—1894), Императорского Российского театрального общества (1894—1919), Российского театрального общества (1919—1933), Всероссийского театрального общества (1933—1986), Союза театральных деятелей РСФСР (1986—1992), Союза театральных деятелей Российской Федерации (1992—1996).
Союз объединяет более 28 тысяч театральных деятелей России, региональная сеть состоит из 80 организаций.
В структуру Союза входят российские центры многих международных театральных организаций:
- Международного союза деятелей театра кукол (УНИМА)
- Международной ассоциации театров для детей и молодежи (АССИТЕЖ)
- Международной ассоциации любительских театров (АИТА)
- Международной ассоциации сценографов, театральных техников и архитекторов театров (ОИСТАТ)

## Дома ветеранов сцены в Санкт-Петербурге и Москве
Во время обсуждения планов реконструкции Дома ветеранов сцены им. М. Г. Савиной в 2006 году появились публикации о якобы намерениях председателя Союза театральных деятелей Александра Калягина продать часть территории компании Система-Галс и построить на территории памятника федерального значения жилой дом. Ситуация дошла до президента В. В. Путина, распорядившегося разобраться в конфликте и пообещавшего выделить средства на ремонт Дома ветеранов из бюджета. В результате вмешательства Президента Система-Галс безвозмездно перечислила Союзу театральных деятелей, в чьём ведении находится Дом ветеранов, на проведение ремонта 132 миллиона рублей. Губернатор Санкт-Петербурга Валентины Матвиенко предлагала передать Дом на городской баланс, однако Александр Калягин высказался против этого, так как, по его мнению, в таком случае Дом ветеранов сцены потеряет своё творческое лицо и станет просто городским учреждением. Калягин счёл одну из публикаций «Петербургского театрального журнала» оскорбительной для его чести и достоинства, оценив ущерб в полмиллиона рублей. Однако суд уменьшил эти требования, взыскав с «Петербургского театрального журнала» 1 рубль, а с редактора журнала Марины Дмитревской 1 тысячу рублей.
В период с 2007 по 2009 год велась работа по созданию проектной документации и согласованию её с Службой государственного строительного надзора и экспертизы Санкт-Петербурга и другими уполномоченными на то организациями. Также в прессе была опубликована информация о том, что к 2010 году Союз театральных деятелей уже потратил половину указанных средств, но неоднократные проверки, проводимые Прокуратурой Санкт-Петербурга, нарушений не выявили. По информации директора Дома ветеранов сцены Александра Белокобыльского, Союз театральных деятелей уже потратил половину из указанных средств, но неоднократные обращения по этому поводу в прокуратуру и ОБЭП результатов не дали. В декабре 2010 года здание Дома ветеранов сцены внесено в «чёрный список» МЧС по пожарной безопасности.
2 мая 2013 года перед завершением реконструкции Дом ветеранов сцены посетил Владимир Путин. Александр Калягин рассказал Президенту  РФ о ходе работ и их результатах: были отремонтированы не только здания, но воссозданы по старинным чертежам люстры и другие элементы интерьера, расчищены старинные росписи, выполненные иконописцами школы В. Васнецова. Была восстановлена домовая церковь, уничтоженная в 1930 году. Патриарх Московский и всея Руси Кирилл освятил храм 28 мая 2013 года, в день торжественного открытия отреставрированного Дома ветеранов сцены им. М. Г. Савиной. Переезд ветеранов из Дома творчества «Комарово», в котором они жили в период реконструкции, состоялся в октябре 2013 года. 25 октября 2013 года Председатель Союза театральных деятелей России Александр Калягин и Управляющий делами Президента РФ Владимир Кожин посетили Петербургский Дом ветеранов сцены имени М. Г. Савиной и участвовали в празднике новоселья. Дом ветеранов сцены передан на баланс и в оперативное управление Управлению делами Президента Российской Федерации. Федеральное государственное бюджетное учреждение «Дом ветеранов сцены имени М.Г. Савиной (пансионат)» Управления делами Президента Российской Федерации.
У Союза театральных деятелей есть также Дом ветеранов сцены им. А. А. Яблочкиной в Москве на шоссе Энтузиастов.